# Fourneaux (Savoie)
Fourneaux ist eine französische Gemeinde mit 701 Einwohnern (Stand 1. Januar 2022) im Département Savoie in der Region Auvergne-Rhône-Alpes. Die Einwohner werden Forniolins genannt.

## Geographie
Die Gemeinde liegt am Fluss Arc am Rande des Nationalpark Vanoise, 2 Kilometer südwestlich von Modane.

## Geschichte
Bei Ausgrabungen wurden Werkzeuge aus der Jungsteinzeit gefunden, die bezeugen, dass die Gegend um Fourneaux schon in prähistorischer Zeit besiedelt war.
Im 18. Jahrhundert gehörte die Gemeinde zur Vicomté (Herrschaftsbereich eines Vicomte) Maurienne.
Fourneau ist das französische Wort für „Brennofen“, fourneaux ist die Mehrzahl davon. Der Ortsname bedeutet also, dass Brennöfen zur Metallverarbeitung vor Ort waren.

## Städtepartnerschaft
Es besteht eine Städtepartnerschaft mit Bardonecchia in Italien.

## Sehenswürdigkeiten
An der D216 befindet sich das historische, heute nicht mehr genutzte Nordportal des 1871 eröffneten Mont-Cenis-Eisenbahntunnels. Der Tunnel ist in das Zusatzverzeichnis der Monuments historiques (historische Denkmale) eingetragen. Vor dem Portal befindet sich auch eine historische Dampflokomotive.

## Persönlichkeit
- Claudio Angelo Giuseppe Calabrese (1867–1932), Bischof von Aosta